# Уряд Великих Національних Зборів
Уряд Великих Національних Зборів (тур. Büyük Millet Meclisi Hükûmeti), широко відомий як уряд Анкари (тур. Ankara Hükûmeti) — так називався тимчасовий і революційний турецький уряд, що базувався в Анкарі (тоді відомий як Ангора) під час турецької війни за незалежність (1919–1923) і в останні роки існування Османської імперії. Його очолював турецький національний рух, на відміну від розваленого Константинопольського уряду, яким керував Османський султан.
Під час Війни за незалежність уряд Великих національних зборів командував армією, відомою як Kuva-yi Milliye («Національні сили»). Після війни і перемоги над монархічним константинопольським урядом республіканський уряд Анкари оголосив про кінець Османської імперії і створення Турецької Республіки з її попелу в 1923 році. Великі національні збори сьогодні є парламентським органом Туреччини.

## Передумови
На момент проголошення уряду Анкари в окупованому союзниками Константинополі (нині Стамбул) існував інший турецький уряд, а саме Османський імперський уряд, часто відомий як « константинопольський уряд » (на відміну від націоналістичного уряду Анкари). Після створення Великих національних зборів 23 квітня 1920 року, не відкидаючи спочатку легітимності Османського султанату, новий парламент в Анкарі сформував власний уряд у складі Асамблеї. Міністрів називали «Векіл» (виконуючий обов’язки) замість звичайного «Назір», щоб зберегти тимчасовий характер уряду.
Уряд Анкари був заснований, щоб представляти Туреччину, оскільки столиця де-юре, Константинополь, була окупована . Президентом GNA (від 8 лютого 1921 року перейменована у Великі національні збори Туреччини), а потім і Турецької Республіки, був Мустафа Кемаль . Після підписання Муданьського перемир'я, яке замінило Мундросське перемир'я (підписано Османською імперією в 1918 році наприкінці Першої світової війни ) і завершило турецьку війну за незалежність, ПНС скасувало імперський султанат, який був звинувачений у співпраці з союзників під час окупації Туреччини.

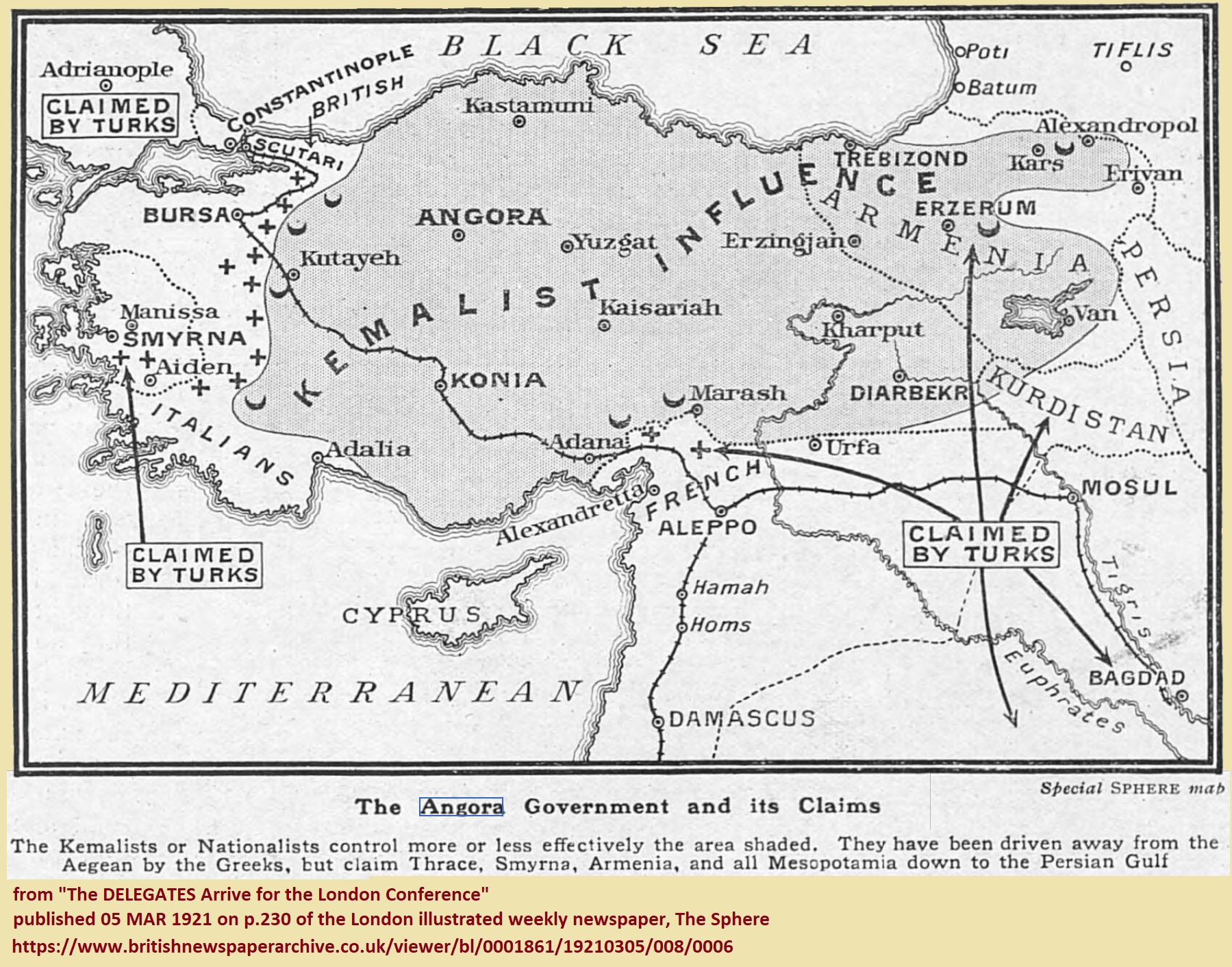
Карта, опублікована The Sphere 1–5 березня 1921 року:
Уряд Ангори та його претензії
Кемалісти або націоналісти більш-менш ефективно контролюють затінену територію. Греки вигнали їх з Егейського моря, але претендують на Фракію, Смірну, Вірменію та всю Месопотамію аж до Перської затоки.

Уряд Константинополя, який представляв Османський султанат і старий імперський і монархічний лад, спочатку відмовився визнати турецький національний рух і уряд Великих національних зборів в Анкарі, вважаючи, що тільки він був законним урядом Османської імперії. Вона намагалася військовою поразкою уряду Анкари, використовуючи його Кува-ї Інзібатіє, широко відому як «Армія халіфату» (на відміну від сил ПНС, Кува-ї Мілліє, «Армія нації»), але не змогла зробити так. У 1921 році на Лондонській конференції з'явилися дипломатичні команди як монархічного Константинопольського уряду, так і республіканського уряду Анкари. Однак несподіваним кроком османська дипломатична команда на чолі з Ахметом Тевфік-пашою поступилася і дозволила турецькій дипломатичній команді на чолі з Бекіром Самі Кундухом бути єдиним представником країни на конференції. Лозаннський договір був підписаний 24 липня 1923 року між представниками союзників і Анкари, таким чином офіційно визнаючи уряд Анкари легітимним урядом Туреччини.
29 жовтня Великі національні збори Туреччини проголосили Турецьку Республіку.

## Уряди
Уряди до республіки називали «виконавчими міністрами Туреччини». Вони були:
- 1-й кабінет виконавчих міністрів Туреччини
- 2-й кабінет виконавчих міністрів Туреччини
- 3-й кабінет виконавчих міністрів Туреччини
- 4-й кабінет виконавчих міністрів Туреччини
- 5-й кабінет виконавчих міністрів Туреччини